# Epizeuxis forbesi
Epizeuxis forbesi är en fjärilsart som beskrevs av French 1894. Epizeuxis forbesi ingår i släktet Epizeuxis och familjen nattflyn. Inga underarter finns listade i Catalogue of Life.